# Chūbu

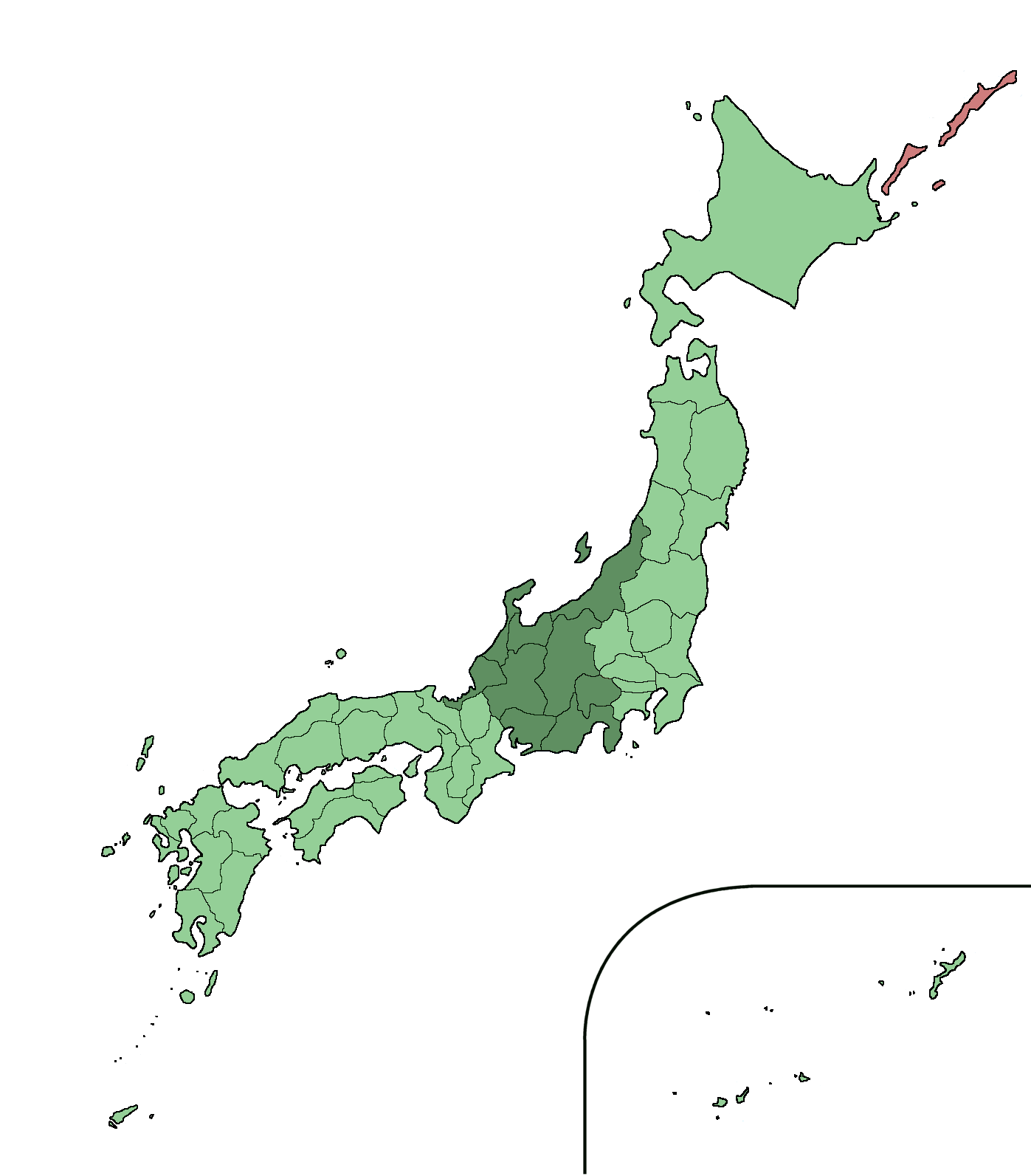
Vùng Chubu (Trung bộ) của Nhật Bản

Vùng Chubu hay Vùng Trung Bộ (tiếng Nhật: 中部地方 Chūbu-chihō) là một trong chín vùng địa phương của Nhật Bản. Vùng này bao gồm chín tỉnh trên đảo Honshu là: Aichi, Fukui, Gifu, Ishikawa, Nagano, Niigata, Shizuoka, Toyama, và Yamanashi. Địa hình của vùng này đặc trưng bởi núi cao hiểm trở. Đỉnh núi cao nhất toàn vùng và cũng là toàn Nhật Bản chính là núi Fuji.
Vùng Chubu lại gồm ba tiểu vùng là Hokuriku (giáp biển Nhật Bản), Chuokogen (cao nguyên ở trung tâm đất nước), và Tokai (giáp Thái Bình Dương).